# Herr Christ, der einge Gottessohn, BWV 96

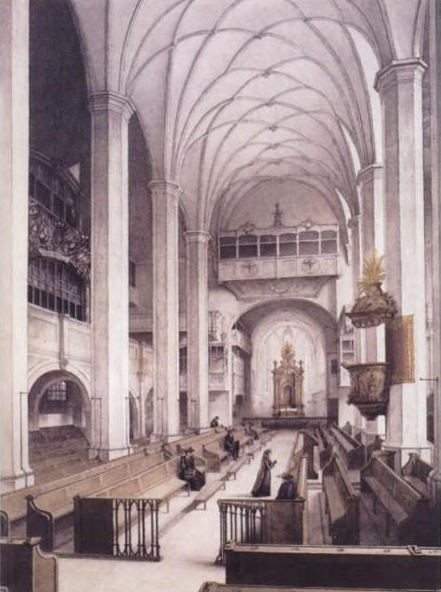
Thomaskirche, Leipzig.

Herr Christ, der einge Gottessohn, BWV 96 (Señor Jesucristo, Hijo único de Dios) es una cantata de iglesia escrita por Johann Sebastian Bach en Leipzig para el decimoctavo domingo después de la Trinidad y estrenada el 8 de octubre de 1724. Está basada en el himno "Herr Christ, der einig Gotts Sohn" escrito por Elisabeth Cruciger en 1524.

## Historia
Bach compuso esta obra durante su segundo año como Thomaskantor en Leipzig para el decimoctavo domingo después de la Trinidad. Forma parte de su segundo ciclo anual de cantatas corales. La pieza fue interpretada al menos en tres ocasiones, la primera el 8 de octubre de 1724, la segunda probablemente el 24 de octubre de 1734 y la tercera probablemente el 1 de octubre de 1740. Los musicólogos han sugerido diversas fechas para las interpretaciones posteriores al estreno.

## Análisis

### Texto
Las lecturas establecidas para ese día eran de la primera epístola a los corintios, el agradecimiento de Pablo por la gracia de Dios en Éfeso (1 Corintios 1:4-8), y del evangelio según San Mateo, el gran mandamiento (Mateo 22:34-46).
El texto de la cantata es obra de un autor desconocido y se basa en exclusiva en el coral en cinco estrofas "Herr Christ, der einig Gotts Sohn" escrito por Elisabeth Cruciger en 1524. La primera y última estrofas en su redacción original son los movimientos 1 y 6 de la cantata, las estrofas 2 y 3 fueron parafraseadas para formar los movimientos 2 y 3, finalmente la cuarta estrofa fue modificada para construir los movimientos 4 y 5. El coral fue originalmente relacionado con la Epifanía, pero también con el decimoctavo domingo después de la Trinidad. El evangelio pregunta cómo Jesús, descendiente de David como se recoge en 2 Samuel 7, puede ser también el señor de David como se dice en Salmos 110:1. El coral intenta responder a la cuestión comparando a Jesús con la estrella de la mañana, que es una imagen también utilizada en el himno "Wie schön leuchtet der Morgenstern" que Bach utilizó como base para su cantata Wie schön leuchtet der Morgenstern, BWV 1.

### Instrumentación
La obra está escrita para cuatro voces solistas (soprano, alto, tenor y bajo), un coro  a cuatro voces;  flauto traverso, flauto piccolo o posteriormente violino piccolo, dos oboes, trompa o más tarde trombón, dos violines, viola y bajo continuo.

### Estructura
Consta de seis movimientos.
1. Coral: Herr Christ, der einge Gottessohn
2. Recitativo (alto): O Wunderkraft der Liebe
3. Aria (tenor, flauta): Ach, ziehe die Seele mit Seilen der Liebe
4. Recitativo (soprano): Ach, führe mich, o Gott, zum rechten Wege
5. Aria (bajo, oboes, cuerda): Bald zur Rechten, bald zur Linken
6. Coral: Ertöt uns durch dein Güte

En el coro inicial, una fantasía coral, Bach asigna a la voz de alto el cantus firmus y le va siguiendo la trompa, que en una interpretación posterior fue sustituida por el trombón. Un inusual flauto piccolo o flauta sopranino se emplea para ilustrar el brillo de la estrella de la mañana. En una interpretación posterior, probablemente en 1734, fue sustituida por un violino piccolo. El arreglo del coral es polifónico en las otras tres voces y va insertado en una base de música instrumental sobre motivos similares.
El aria para tenor va acompañada por la flauta travesera, seguramente interpretada por el ejecutante de flauto piccolo del primer movimiento. Al igual que en Was frag ich nach der Welt, BWV 94, escrita unas semanas antes, Bach parece que en este tiempo contaba con un excelente flautista a su disposición.
El aria para bajo representa las palabras Bald zur Rechten, bald zur Linken lenkte sich mein verirrter Schritt (Ya a diestra, ya a siniestra me llevan mis errantes pasos) en motivos irregulares y un cambio frecuente entre viento y cuerda. En la sección central unos firmes pasos ilustran las palabras Gehe doch, mein Heiland, mit (Acompáñame, Salvador mío). La parte final combina ambos elementos.
El coral de cierre es un arreglo a cuatro voces para coro, trompa, oboes y cuerda.

## Discografía selecta
De esta pieza se han realizado una serie de grabaciones entre las que destacan las siguientes.
- 1973 –  Die Bach Kantate Vol. 52 BWV 148, 114, 96. Helmuth Rilling, Gächinger Kantorei, Bach-Collegium Stuttgart, Helen Donath, Marga Höffgen, Adalbert Kraus, Siegmund Nimsgern (Hänssler)
- 1978 –  Bach Cantatas Vol. 5. Karl Richter, Münchener Bach-Chor, Münchener Bach-Orchester, Edith Mathis, Trudeliese Schmidt, Peter Schreier, Dietrich Fischer-Dieskau (Archiv Produktion)
- 1979 –  J.S. Bach: Das Kantatenwerk Vol. 5. Gustav Leonhardt, Tölzer Knabenchor, Concentus Musicus Wien, niño soprano, Paul Esswood, Kurt Equiluz, Philippe Huttenlocher (Teldec)
- 1999 – Bach Edition Vol. 11: Cantatas Vol. 5. Pieter Jan Leusink, Holland Boys Choir, Netherlands Bach Collegium, Ruth Holton, Sytse Buwalda, Nico van der Meel, Bas Ramselaar (Brilliant Classics)
- 2000 –  Bach Cantatas Vol. 9. John Eliot Gardiner, Monteverdi Choir, English Baroque Soloists, Katharine Fuge, Nathalie Stutzmann, Christoph Genz, Gotthold Schwarz (Soli Deo Gloria)
- 2000 –  J.S. Bach: Complete Cantatas Vol. 13. Ton Koopman, Amsterdam Baroque Orchestra & Choir, Deborah York, Franziska Gottwald, Paul Agnew, Klaus Mertens (Antoine Marchand)
- 2003 –  J.S. Bach: Cantatas Vol. 26  BWV 96, 122, 180. Masaaki Suzuki, Bach Collegium Japan, Yukari Nonoshita, Timothy Kenworthy-Brown, Makoto Sakurada, Peter Kooy (BIS)